# Europs pallipennis
Europs pallipennis is een keversoort uit de familie kerkhofkevers (Monotomidae). De wetenschappelijke naam van de soort werd in 1861 gepubliceerd door John Lawrence LeConte.